# Георги Чавдаров
Георги Борисов Чавдаров е български художник карикатурист, илюстратор и аниматор, сценарист и режисьор на анимационни филми.
Роднина е на българския скулптор Александър Занков по майчина линия на Занков.
Умира през 2005 година след тежко боледуване от рак.

## Творчество
Автор е на над 10 000 карикатури, публикувани в печата. Прави илюстрациите на 24 книги за деца.
Режисира 12 анимационни филма за Студиото за игрални филми и Студиото за анимационни филми:
- 1969 – Злополучният ловец
- 1970 – Зайко и Байко
- 1971 – Трите ябълки („Киселата“, „Сладката“, „Райската“)
- 1972 – Идолът
- 1973 – Безгрижният човек
- 1974 – Крепостта
- 1975 – Орелът
- 1975 – Рапсодия в шарено
- 1977 – Панта рей
- 1978 – Зимна приказка
- 1981 – Черната птица [2]
- 1992 – Открадната къщичка [3]

Пише сценариите на два анимационни филма:
- 1970 – Тримата глупаци (първи епизод от поредицата на Доньо Донев, съсценарист Димо Боляров)
- 1978 – Тримата глупаци и глупачката (шести епизод от поредицата)

## Признание
Чавдаров е награден с орден „Св. Кирил и Методий“ II степен.